# Pohlia baldwinii
Pohlia baldwinii är en bladmossart som beskrevs av Schultze-motel 1962. Pohlia baldwinii ingår i släktet nickmossor, och familjen Bryaceae. Inga underarter finns listade i Catalogue of Life.